# Iúpiques
Os iúpiques  ou Yupik  (do endoetnônimo Yup'ik ) são um povo indígena, genericamente denominado esquimó, que vive no Alasca e no extremo leste da Sibéria. 
Uma parte do povo iúpique foi catequizada a partir de 1794 por missionários cristãos ortodoxos russos.